# Sant Llorenç de Morunys
Sant Llorenç de Morunys (em catalão e oficialmente) ou San Lorenzo de Morúnys (em castelhano), até 1860 chamado San Lorenzo de Moruns, é um município da Espanha na comarca de Solsonès, província de Lérida, comunidade autónoma da Catalunha. Tem 4,3 km² de área e em 2021 tinha 985 habitantes (densidade: 229,1 hab./km²).

## Demografia
| Variação demográfica do município entre 1991 e 2004 [carece de fontes?] | Variação demográfica do município entre 1991 e 2004 [carece de fontes?] | Variação demográfica do município entre 1991 e 2004 [carece de fontes?] | Variação demográfica do município entre 1991 e 2004 [carece de fontes?] |
| ----------------------------------------------------------------------- | ----------------------------------------------------------------------- | ----------------------------------------------------------------------- | ----------------------------------------------------------------------- |
| 1991                                                                    | 1996                                                                    | 2001                                                                    | 2004                                                                    |
| 861                                                                     | 900                                                                     | 921                                                                     | 936                                                                     |